# Fernando Agüero
Fernando Agüero (né le 11 juin 1917 à Managua et mort le 27 septembre 2011) est un homme politique nicaraguayen, leader du Partido Social Conservatismo (es) opposé aux Somoza.
En 1954, il participa à la rébellion d'avril contre Anastasio Somoza García. Le groupe rebelle était constitué principalement d'ex-officiers de la Garde Nationale mais aussi de quelques civils. Le plan échoua et nombre d'entre eux furent capturés, torturés et assassinés. Fernando Agüero pu s'échapper, caché sous une soutane.
En 1967, il se présente aux élections présidentielles, face à Anastasio Somoza Debayle. Mais ce dernier est élu.